# Guillermo de Moerbeke
Willem van Moerbeke, conocido en español como Guillermo de Moerbeke (1215-1286) fue un prolífico traductor medieval de textos filosóficos, médicos y científicos, famoso por sus trabajo en la adaptación de textos griegos al latín. Su obra fue muy influyente en su día, ante la dificultad para acceder a las fuentes originales y fue un importante apoyo para el desarrollo de la filosofía medieval, particularmente para el Tomismo. Aún hoy en día sus obras son tenidas en consideración por los académicos actuales.

## Biografía
Moerbeke era de origen flamenco (su apellido hace referencia a la ciudad de Moerbeke), y miembro de la Orden de Santo Domingo. Trabajó junto al teólogo Tomás de Aquino, el matemático Campanus de Novara, el médico Witelo y el astrónomo Henry Bate de Malines, quien dedicó a Guillermo su tratado sobre el astrolabio.
Residió en la corte pontificia de Viterbo (1268) y de Orvieto, donde fue nominado penitanciario y capellán de Papa Urbano IV y Clemente IV, participó en el Concilio de Lyon (1274), y desde 1277 hasta su muerte en 1286 ocupó la sede episcopal de Corinto, un obispado católico en la Argólida, Grecia, establecido a tenor de la Cuarta Cruzada. No está claro el tiempo que pasó en Grecia: hay documentos que lo sitúan en una misión para el papa en Perugia en 1283, donde dictó testamento. Una pequeña ciudad griega, Merbaka, con una iglesia del siglo XIII parece haber sido nombrada en honor del obispo.

## Obra

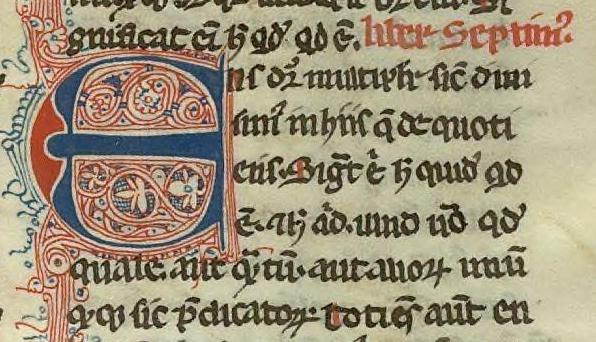
Metafísica de Aristóteles.
Traducción de Guillermo de Moerbeke

A petición de Tomás de Aquino, según se asume aunque las fuentes documentales no son claras, emprendió la traducción de las obras de Aristóteles y la revisión de algunas traducciones ya existentes. Fue el primer traductor de su Política (1260). La razón de la petición se debió a que las copias latinas en circulación tenían su origen en España (Escuela de Traductores de Toledo) y procedían de la escuela árabe de Averroes y a través de ello de versiones siríacas traducidas al árabe desde el griego original. Aristóteles se convirtió tras todas estas traducciones en una fuente de errores teológicos y filosóficos a merced de sucesivas malintepretaciones. La obra de Moerbeke fue el estándar clásico desde entonces. En el siglo XIV Henricus Hervodius reconoció el valor de su durabilidad: eran literales (de verbo in verbo), fieles al espíritu del griego y sin elegancia. Muchas de las traducciones de Moerbeke sobrevivieron incluso a la pérdida de los originales griegos, evitando la desaparición de numerosos textos de Aristóteles.
Guillermo también tradujo tratados matemáticos de Herón de Alejandría y Arquímedes. Especialmente importante fue su traducción de los Elementos Teológicos de Proclo (1268), por ser este pensador una de las fuentes fundamentales en el neoplatonismo del siglo XIII.
La Biblioteca Vaticana mantiene una colección de copias de Guillermo de sus traducciones del matemático heleno Arquímedes con comentarios de Etocio que fueron hechos en 1269 en la corte papal de Viterbo. Guillermo consultó dos de los mejores manuscritos griegos de Arquímedes, hoy desaparecidos. Su obra se expuso en Roma renacida: La biblioteca vaticana y la cultura renacentista en la Biblioteca del Congreso de los Estados Unidos en 1993.

## En la cultura popular
En la novela de Umberto Eco El nombre de la rosa hay cierto debate entre los monjes sobre la Poética. Jorge de Burgos condena el libro porque el conocimiento del mismo ha llegado a través de los infieles (moros) como gran parte de la obra de Aristóteles, mientras que el protagonista, Guillermo de Baskerville se apoyaba en la traducción al latín de Moerbeke.